# Amenhotep I
Amenhotep I, hay Amenophis I, là vị pharaon thứ nhì của Vương triều thứ 18 thuộc Ai Cập cổ đại. Ông là con trai vua Ahmose I và khi vua cha qua đời,Amenhotep I nối ngôi ở Thebes (Ai Cập), lúc ấy ông còn là một đứa trẻ. Ông cai trị trong giai đoạn khoảng 1525-1506 TCN. Ông là con trai của Ahmose I và Ahmose Nefertari, ngoài ra ông còn có ít nhất hai người anh, Ahmose-ankh và Ahmose Sapair, và lúc đầu không được coi như là người sẽ thừa kế thừa ngai vàng. Tuy nhiên, trong giai đoạn tám năm giữa năm cai trị thứ 17 năm của Ahmose I và tới khi vua cha qua đời, những người anh của Amenhotep đều đã mất sớm vì thế ông đã trở thành thái tử.
Mặc dù vương triều của ông ít được ghi chép lại, nhưng vẫn có thể kết nối nhau tạo nên lịch sử cơ bản từ những bằng chứng sẵn có. Ông đã được thừa hưởng vương quốc được thiết lập nên từ những cuộc chinh phục quân sự của cha mình và tiếp tục duy trì sự thống trị ở Nubia và đồng bằng sông Nile nhưng có lẽ ông đã không cố gắng để duy trì quyền lực của Ai Cập ở khu vực Syrio-Palestine. Ông tiếp tục việc xây dựng lại ngôi đền ở Thượng Ai Cập và tạo nên cuộc cách mạng trong việc thiết kế phức hợp an táng bằng cách tách ngôi mộ của mình ra khỏi khu đền thờ an táng, tạo nên một xu hướng cho các lăng mộ hoàng gia mà sẽ tồn tại suốt thời Tân Vương Quốc. Sau khi ông qua đời, ông đã được tấn phong là một vị thần bảo trợ cho Deir el-Medina.

## Gia đình
Amenhotep I là con trai của vua Ahmose I với nữ hoàng Ahmose-Nefertari. Hai người anh của ông, thái tử Ahmose Sapair và Ahmose-ankh, mất sớm do đó điều này đã mở đường cho ông lên ngôi sau này. Amenhotep có lẽ đã lên ngôi khi ông vẫn còn trẻ, và mẹ của ông, Ahmose- Nefertari, dường như đã giữ vai trò nhiếp chính cho ông trong một thời gian ngắn. Bằng chứng cho giai đoạn đồng nhiếp chính này là cả ông và mẹ ông được tin là đã thiết lập một khu định cư cho những người lao động trong khu nghĩa địa Thebes tại Deir el-Medina. Amenhotep đã cưới người chị em gái Ahmose-Meritamun và phong bà làm Chính cung. Một người vợ khác có tên là Sitkamose đã được chứng thực trên một tấm bia đá thuộc vương triều thứ mười chín.
Ngoài này, mối quan hệ giữa Amenhotep I với các thành viên khác trong hoàng gia có thể là không rõ ràng. Ahhotep II thường được gọi là vợ và em gái của ông, mặc dù một giả thuyết khác cho rằng bà là bà ngoại của ông. Ông được cho là đã có một con trai với Ahhotep II, Amenemhat, mà qua đời khi còn rất trẻ. Điều này đã nhận được sự đồng thuận, mặc dù vẫn có những lập luận chống lại mối quan hệ đó. Vì không có người con trai nào, Amenhotep sau đó đã được Thutmose I kế vị mình, ông ta đã kết hôn với "em gái" của nhà vua, Aahmes (tức nữ hoàng Ahmose, vợ Thutmosis I). Bởi vì Aahmes không bao giờ sử dụng danh hiệu "Con gái của đức vua" trong bất kỳ dòng chữ khắc nào, cho nên một số học giả đã nghi ngờ liệu rằng bà có đúng là một người em gái của Amenhotep I.

## Niên đại và độ dài cai trị
Bản tóm tắt của Manetho cho rằng Amenhotep I trị vì Ai Cập trong hai mươi năm và bảy tháng hay hai mươi mốt năm, tùy thuộc vào nguồn. Trong khi đó năm cai trị của Amenhotep I được xác thực dài nhất chỉ là năm 10, dẫu vậy tuyên bố của Manetho đã được khẳng định từ một đoạn trong tự truyện trên hầm mộ của một nhà ảo thuật có tên Amenemhet. Trong đó nói rõ rằng ông ta đã phục vụ dưới vương triều Amenhotep I suốt 21 năm. Như vậy, với niên đại cao, Amenhotep I được cho là đã cai trị từ khoảng 1546-1526 TCN và trong niên đại thấp, từ khoảng 1526-1506 TCN hoặc 1525 đến năm 1504 TCN.

## Chính sách ngoại giao

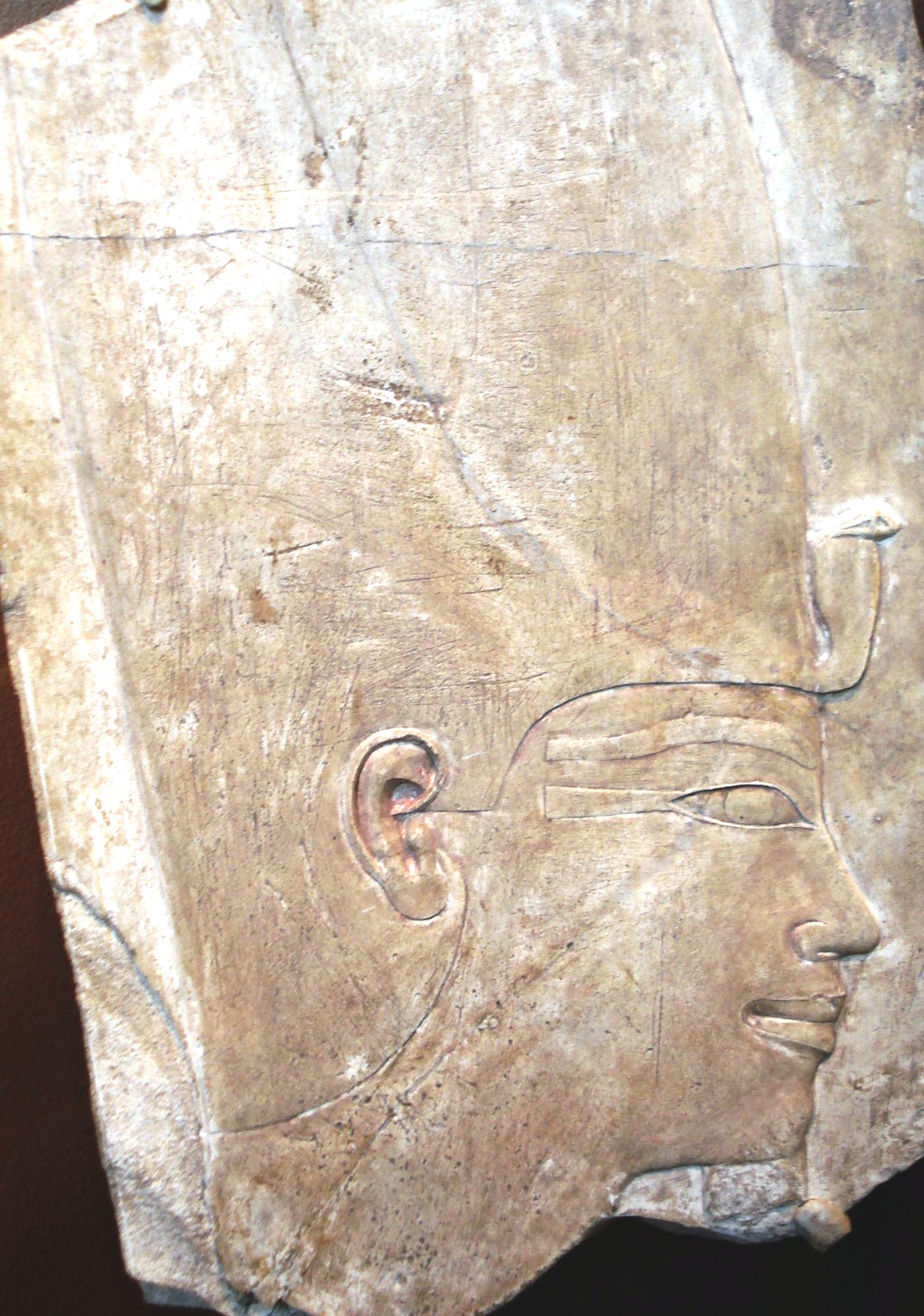
Phù điêu của Amenhotep I từ Karnak.

Tên Horus và Nebty của Amenhotep I, "Bò đực, kẻ chinh phục các vùng đất" và "Người gây nên nỗi khiếp sợ khủng khiếp," thường được giải thích là Amenhotep I có ý đồ thống trị các quốc gia xung quanh. Hai đoạn văn từ các ngôi mộ đã chỉ ra rằng nhà vua đã tiến hành chiến dịch vào Nubia. Theo như đoạn văn từ ngôi mộ của Ahmose, con trai của Ebana, Amenhotep đã tìm cách mở rộng biên giới của Ai Cập về phía nam hướng đến Nubia và ông đã chỉ huy một đạo quân xâm lược và đánh bại quân đội Nubia. Phần tiểu sử từ ngôi mộ của Ahmose Pen-Nekhebet nói rằng ông ta cũng đã chiến đấu trong một chiến dịch ở Kush, Tuy nhiên có vẻ như nó cũng đề cập đến chiến dịch tương tự như từ Ahmose, con trai của Ebana. Amenhotep xây dựng một ngôi đền ở Saï, điều này cho thấy rằng ông đã thiết lập các khu định cư Ai Cập xa đến tận thác nước thứ ba.
Một điều khác biệt duy nhất được nhắc tới trong ngôi mộ của Ahmose Pen-Nekhebet đó là về một chiến dịch diễn ra ở Iamu thuộc đất Kehek. Tuy nhiên, vị trí của Kehek này là không rõ. Từ lâu người ta đã tin tưởng Kehek này là nhắc đến bộ lạc Libya, Qeheq, và do đó được mặc nhiên công nhận rằng những kẻ xâm lược tới từ Libya đã lợi dụng thời điểm Ahmose qua đời để di chuyển vào phía tây đồng bằng châu thổ sông Nile. Thật không may cho giả thuyết này, người Qeheq chỉ xuất hiện trong thời gian sau đó, và vẫn chưa xác định được Kehek này là gì. Nubia có thể là một khả năng, bởi vì Amenhotep đã tiến hành chiến dịch ở đó, khu vực sa mạc và các ốc đảo phía tây cũng đã được đề nghị, vì dường như chúng đã nằm dưới sự kiểm soát của Ai Cập một lần nữa.
Ai Cập đã bị mất khu vực sa mạc cùng các ốc đảo phía tây trong thời kỳ hỗn loạn thứ hai, và trong cuộc khởi nghĩa chống lại người Hyksos, Kamose đã nghĩ rằng cần thiết phải đồn trú ở đó.Thời điểm khi họ tái chiếm hoàn toàn lại khu vực này là không chăc chắn, nhưng trên một tấm bia đá, danh hiệu "Lãnh chúa-thống đốc các ốc đảo" đã được sử dụng, điều này có nghĩa là vương triều Amenhotep đã thiết lập hoàn toàn sự thống trị trở lại của Ai Cập.
Không có ghi chép nào về các chiến dịch ở vùng Syria-Palestine trong suốt vương triều Amenhotep I. Tuy nhiên, theo tấm bia đá Tombos của người vị vua kế tiếp, Thutmose I, khi Thutmose chỉ huy một chiến dịch ở châu Á, trên toàn bộ con đường tiến đến Euphrates, ông không gặp phải bất cứ sự chống cự nào. Nếu như Thutmose không tiến hành một chiến dịch tới châu Á mà không được ghi lại trước khi điều này diễn ra, nó có nghĩa rằng vị pharaon tiền triều đã phải bình định Syria thay cho ông ta, và đó có thể là một chiến dịch châu Á của Amenhotep I. Hai dẫn chứng có nhắc đến vùng Levant có khả năng được viết trong thời gian trị vì của ông có thể là bằng chứng đương đại cho một chiến dịch như vậy. Một trong những bằng chứng đó là ngôi mộ của Amenhotep có nhắc đến Qedmi, nằm ở một nơi nào đó thuộc Canaan hoặc Transjordan, và ngôi mộ Amenemhet còn nhắc đến sự thù địch với Mitanni. Vị trí ngôi mộ của Amenhotep là không chắc chắn, và Amenemhet đã phục vụ dưới nhiều đời vua, họ đều đã tấn công Mitanni. Ghi chép từ vương triều của Amenhotep chỉ đơn giản là hoàn toàn quá ít và quá mơ hồ để có được một kết luận về bất kỳ chiến dịch Syria nào.

## Phát triển văn hóa và tri thức

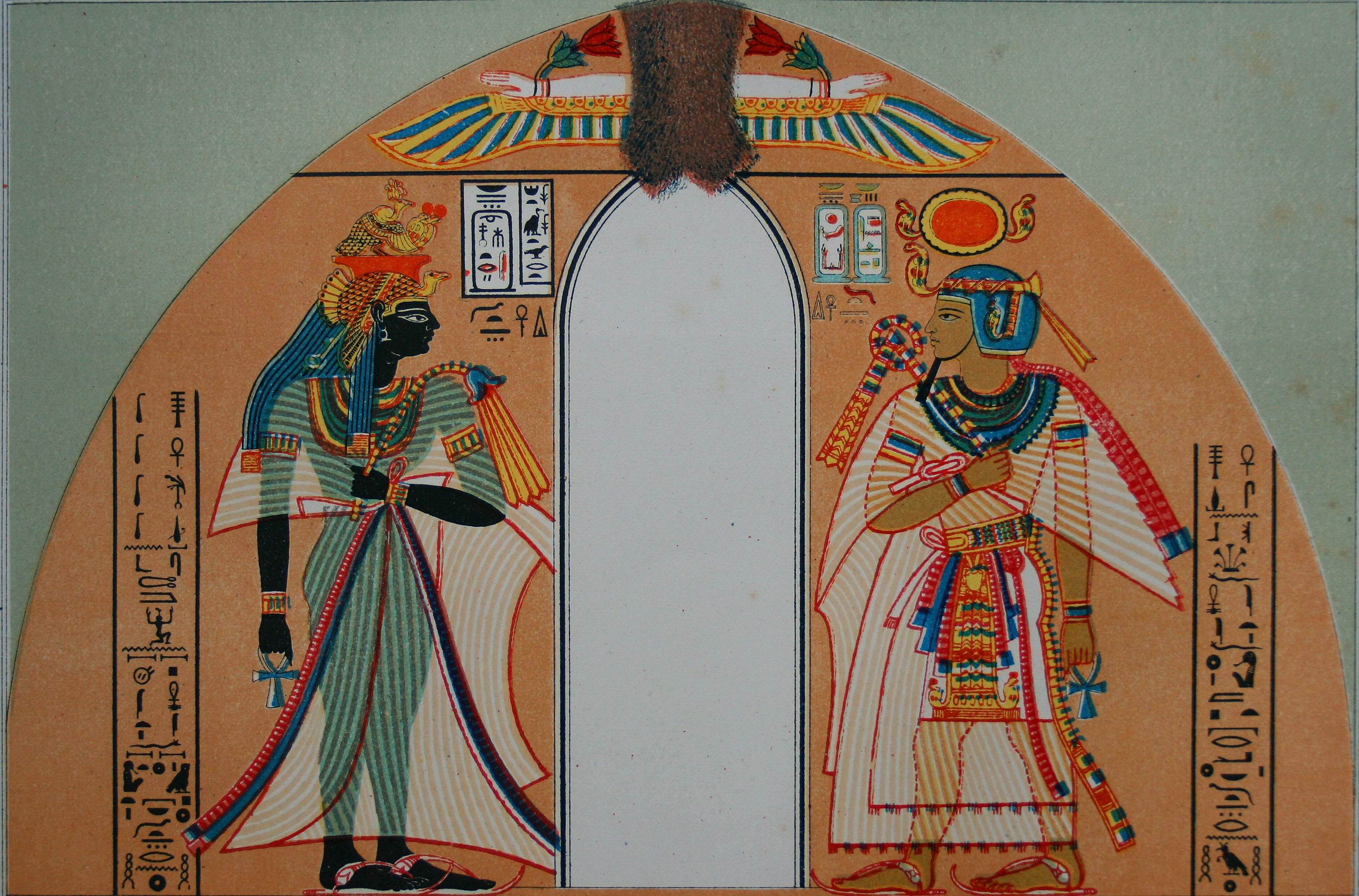
Bia đá cho thấy Amenhotep I cùng với mẹ của ông

Một số lượng lớn các bức tượng của Amenhotep đã được tìm thấy nhưng phần lớn trong số chúng có niên đại là từ thời kỳ Ramessid và liên quan đến tôn giáo thờ cúng ông sau khi ông mất. Điều này làm cho nghiên cứu về nghệ thuật của vương triều ông trở nên khó khăn. Dựa trên một vài bức tượng đích thực của ông, cho thấy rằng Amenhotep đã tiếp tục sao chép phong cách nghệ thuật thời Trung Vương Quốc. Nghệ thuật giai đoạn đầu vương triều thứ 18 đặc biệt tương tự như thời kì đầu Trung vương quốc, và các bức tượng mà Amenhotep I tạo ra rõ ràng đã sao chép từ của Mentuhotep II và Senusret I. Hai loại này đều giống nhau đến nỗi các nhà Ai Cập học hiện đại đã gặp không ít khó khăn khi nói về cả hai.
Có lẽ rằng Amenhotep I chính là người sáng lập nên ngôi làng dành cho các nghệ nhân tại Deir el-Medina, người dân của nó có trách nhiệm tạo ra các tác phẩm nghệ thuật cho những ngôi mộ thuộc khu nghĩa địa Theban dành cho các vị vua và quý tộc sau này của Tân Vương Quốc. Tên của nhà vua được tìm thấy sớm nhất ở đó là của Thutmose I, tuy nhiên Amenhotep rõ ràng là một nhân vật có vai trò quan trọng đối với các công nhân của ngôi làng bởi vì ông và mẹ ông đều là những vị thần bảo trợ của nó.
vương triều Amenhotep đã chứng kiến sự phát triển của văn học. Cuốn Sách về thế giới bên kia ('Sách về cái chết của Ai Cập"), một tài liệu tang lễ quan trọng được sử dụng dưới thời Tân Vương quốc, nó được cho là đã hoàn thiện dưới vương triều của Amenhotep, bởi vì lần đầu tiên nó xuất hiện là được sử dụng trong việc trang trí ngôi mộ của vị vua kế nhiệm ông Thutmose I. Cuộn giấy papyrus Ebers vốn là nguồn chính cho các thông tin về y học Ai Cập cổ đại, dường như cũng có niên đại vào thời điểm này.
Dưới vương triều Amenhotep I, dường như chiếc đồng hồ nước đầu tiên đã được phát minh. Nhà thiên văn học cung đình của Amenhotep, Amenemheb đã có được danh tiếng lớn nhờ việc tạo ra thiết bị này theo như tiểu sử từ ngôi mộ của ông ta, mặc dù niên đại lâu đời nhất của thiết bị này là dưới vương triều của Amenhotep III. Sáng chế này đã mang lại hiệu quả lớn cho việc chấm công, bởi vì giờ Ai Cập vốn không phải là một thời gian cố định, nó được xác định bằng 1/12 thời gian của đêm. Khi đêm ngắn hơn vào mùa hè, những đồng hồ nước này có thể được điều chỉnh để tính giờ ngắn hơn một cách chính xác.

## Công trình xây dựng

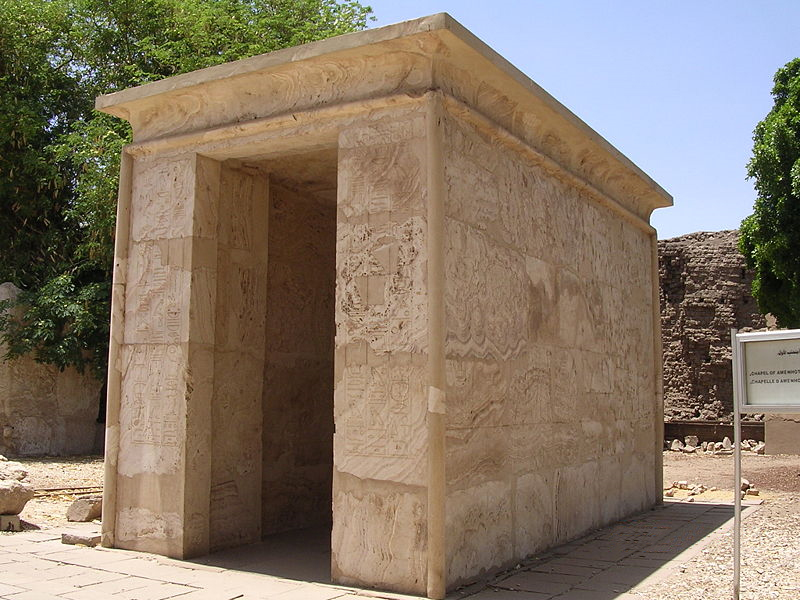
Nhà nguyện bằng đá thạch cao tuyết hoa của Amenhotep I được phục dựng lại tại Karnak

Amenhotep đã bắt đầu hoặc là đã tiếp tục một số dự án xây dựng tại các khu đền thờ ở Thượng Ai Cập, nhưng hầu hết các công trình mà ông xây dựng sau này đã bị phá bỏ hoặc xóa sạch bởi những vị vua kế vị ông. Từ các ghi chép cho ta biết rằng ông đã ra lệnh cho vị kiến trúc sư Ineni mở rộng đền Karnak. Tiểu sử trong ngôi mộ của Ineni đã cho biết rằng ông ta đã tạo nên một cái cổng 20 cubit bằng đá vôi ở phía nam của Karnak. Nhà vua còn cho xây dựng một nhà nguyện thiêng liêng của Amun bằng đá thạch cao tuyết hoa và một bản sao nhà nguyện trắng của Senusret III. Amenhotep còn cho xây dựng một công trình tại Karnak để chuẩn bị cho lễ hội Sed của ông, nhưng dường như ông đã mất trước khi có thể sử dụng chúng. Một đền thờ khác được xây dựng ở Saï thuộc Nubia, và ông còn xây dựng nhiều ngôi đền khác ở Thượng Ai Cập như tại Elephantine, Kom Ombo, Abydos, và đền thờ Nekhbet. Theo như được biết Amenhotep đã không xây dựng bất cứ công trình nào ở Hạ Ai Cập, giống như người cha của ông.

### Phức hợp mai táng
Amenhotep I là vị vua đầu tiên của Ai Cập đã chia tách ngôi đền thờ cúng khỏi ngôi mộ của ông, có thể là một nỗ lực nhằm giữ cho ngôi mộ của ông an toàn khỏi bọn cướp. Ngôi dền này nằm ở phía bắc của Deir el-Bahri. Deir el-Bahri dường như đã mang một ý nghĩa nào đó về mặt an táng đối với Amenhotep, bởi vì ngôi mộ Theban 358, ngôi mộ của hoàng hậu Ahmose-Meritamon, cũng được tìm thấy gần đó. Phần lớn ngôi đền an táng của Amenhotep đã bị phá bỏ để nhường chỗ cho ngôi đền an táng được xây dựng khoảng 50 năm sau đó bởi nữ hoàng Hatshepsut, và chỉ có một vài viên gạch có ghi tên Amenhotep còn lại. Những bức tượng hoàng gia bên trong ngôi đền cũng đã được chuyển đến ngôi đền an táng gần đó của Mentuhotep II.
Vị trí ban đầu ngôi mộ của Amenhotep đã không được xác định một cách chắc chắn. Trong một bản báo cáo về sự an toàn của các ngôi mộ hoàng gia thuộc khu nghĩa địa Thebes dưới vương triều trị vì đầy hỗn loạn của Ramses IX có ghi nhận rằng ngôi mộ còn nguyên vẹn, nhưng vị trí của nó không được chỉ ra. Hai địa điểm được đề xuất là ngôi mộ của Amenhotep I, một dịa điểm nằm trong Thung lũng của các vị vua, KV39 và một chỗ khác ở Dra 'Abu el-Naga', ngôi mộ ANB. Ngôi mộ ANB đang được coi là có nhiều khả năng nhất, bởi vì nó có chứa những đồ vật mang tên của nhà vua và tên của một số thành viên trong hoàng gia. Các cuộc khai quật tại KV 39 cho thấy nó đã được sử dụng hoặc tái sử dụng để lưu trữ các xác ướp hoàng gia trước khi được chôn giấu tại địa điểm bí mật ở Deir el-Bahri, trong đó có xác ướp của nhà vua vẫn trong tình trạng tốt, và ngôi mộ ANB ở Dra 'Abu el-Naga được coi là vị trí có khả năng nhiều hơn.

## An táng, kế vị, di sản

### An táng

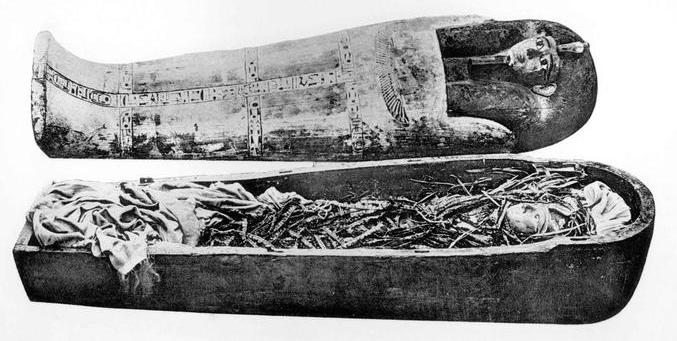
Xác ướp của Amenhotep I

Vào một thời điểm nào đó dưới vương triều thứ 20 hoặc 21, ngôi mộ ban đầu của Amenhotep đã bị cướp hoặc bị coi là không an toàn và thi hài của ông đã di chuyển tớ nơi nào khác an toàn hơn, có lẽ nhiều hơn một lần. Nó đã được tìm thấy trong địa điểm chôn giấu bí mật ở Deir el-Bahri, cùng với nhiều xác ướp khác của các vị vua và quý tộc thời Tân Vương Quốc trong hoặc sau vương triều thứ 22, ở phía trên ngôi đền an táng của Hatshepsut và bây giờ là tại bảo tàng Ai Cập ở Cairo. Xác ướp của ông dường như đã không bị cướp phá dưới vương triều thứ 21, và các tu sĩ tham gia vào việc di chuyển xác ướp đã tiến hành cẩn thận để giữ cho Cartonnage còn nguyên vẹn. Xác ướp của Amenhotep cũng là xác ướp hoàng gia duy nhất đã không bị tháo băng và khám nghiệm bởi các nhà Ai Cập học hiện đại.

### Kế vị
Amenhotep I được cho là chỉ có một người con trai duy nhất, đã mất khi còn thơ ấu (mặc dù một số ghi chép cho rằng ông không có con). Amenhotep I sau đó được Thutmose I kế vị, ông ta rõ ràng là một tướng lĩnh cấp cao. Không có bất kỳ bằng chứng rõ ràng nào về mối quan hệ huyết thống giữa hai người, mặc dù đã có giả thuyết cho rằng Thutmose I là con trai người anh của Amenhotep, Ahmose Sipairi. Amenhotep có thể đã bổ nhiệm Thutmose I làm đồng trị vì trước khi ông qua đời bởi vì tên của Thutmose I đã xuất hiện bên cạnh Amenhotep trên một con thuyền thiêng liêng được các nhà khảo cổ tìm thấy tại Karnak. Tuy nhiên, hầu hết các học giả cho rằng đây chỉ là bằng chứng về việc Thutmose gắn kết ông ta với dòng dõi hoàng gia của vị vua tiền triều.

## Di sản
Amenhotep đã được phong thần sau khi ông qua đời và trở thành vị thần bảo trợ cho ngôi làng mà ông sáng lập nên tại Deir el-Medina. Người mẹ của ông cũng đã được phong thần sau khi bà mất và trở thành một phần trong kinh cầu nguyện của ông. Như đã đề cập trước đây, phần lớn các bức tượng được tạc của Amenhotep có cùng hình thức với các bức tượng thần thờ cúng của tôn giáo này trong giai đoạn sau. Khi được thờ phụng, ông đã có ba hiện thân thần thánh: "Amenhotep của ngôi làng", "Amenhotep tình yêu của Amun," và "Amenhotep của sân ngoài", và được biết đến như một vị thần có những lời sấm truyền. Ông cũng đã có một số ngày lễ dành riêng cho mình mà đã được tổ chức trong suốt cả năm. Trong tháng đầu tiên, một lễ hội được tổ chức nhằm tôn vinh sự xuất hiện của Amenhotep về lại nghĩa địa của những người thợ, mà có lẽ có nghĩa là bức tượng thần của ông được đưa đến Deir el-Medina. Một ngày lễ khác được tổ chức vào ngày thứ ba mươi của tháng thứ tư, và sau đó thêm hai lần nữa được tổ chức trong tháng bảy. Ngày lễ đầu tiên là có lẽ là kỷ niệm ngày mất của ông. Ngày lễ thứ hai được tổ chức trong bốn ngày vào cuối tháng này được gọi là "ngày hội lớn của vua Amenhotep chúa tể của ngôi làng." Sau này trong lịch sử Ai Cập, tháng bảy đã được đặt tên theo tên của lễ hội này, "Phamenoth."  Một lễ hội khác được tổ chức vào ngày 27 tháng chín, và một lễ hội cuối cùng được biết đến tổ chức trong nhiều ngày ít nhất từ mười một tới mười ba ngày của tháng mười một, mà có thể là kỷ niệm ngày Amenhotep lên ngôi.